# Becherlingsverwandte
Die Becherlingsverwandten (Pezizaceae) bilden eine Familie in der Ordnung der Becherlingsartigen (Pezizales) innerhalb der Abteilung der Schlauchpilze. Sie enthalten 25 Gattungen mit rund 200 Arten.

## Merkmale

### Makroskopische Merkmale
Die Becherlingsverwandten haben meist fleischige, weiche, spröde, becherlingsförmige Fruchtkörper (Ascomata), die zwischen wenigen Millimetern und 10 cm Durchmesser schwanken können. Allerdings sind auch sehr viele trüffelartige hypogäische, also unterirdische Arten darunter. Von den 25 beschriebenen Gattungen sind 13 ausschließlich hypogäisch, auch in der größten Gattung Peziza sind mehrere Arten mit trüffelähnlichen Fruchtkörpern.

### Mikroskopische Merkmale
Die Becherlingsverwandten sind durch ihre amyloiden Asci charakterisiert, d. h. sie färben sich mit Iod blau, ein Merkmal, das sie innerhalb der Pezizales nur mit ihrer Schwesterfamilie Ascobolaceae gemeinsam haben. Eine Ausnahme bildet die Gattung Marcelleina mit inamyloiden Asci. Der operculate Ascus ist ein Merkmal aller Pezizales. Die Ascosporen sind einkernig, normalerweise dünnwandig, kugelig, elliptisch oder spindelförmig, hyalin bis blassbräunlich, glatt oder feinwarzig. Das Excipulum besteht zumindest teilweise aus isodiametralen Zellen.

## Ökologie und Verbreitung
Über die Ernährungsweise der Becherlingsverwandten ist wenig bekannt, viele Arten werden als saprotroph betrachtet, aber auch sehr viele Mykorrhizapilze sind beschrieben worden. Ökologisch decken sie ein sehr breites Spektrum ökologischer Nischen ab und besiedeln alle möglichen Arten von Böden, Dung, Holz und Brandplätzen.
Ihre größte Diversität erreicht sie in der gemäßigten Klimazone und arktisch-alpinen Gebieten. Doch sind auch einige auf die Tropen beschränkte Arten bekannt.

## Systematik
Die Pezizaceae sind eine monophyletische Familie, die mit den Ascobolaceae als Schwesterfamilie eine von drei Linien innerhalb der Pezizales bilden. Die Ascobolaceae sind morphologisch nicht deutlich abzutrennen, da sich Merkmale oft in beiden Familien wiederfinden. Alle Vertreter der Ascobolaceae haben einen diffus amyloiden Ascus, doch auch einige Vertreter der Becherlingsartigen weisen diesen Ascustyp auf. Der Ascusdeckel ist aber in beiden Familien verschieden.
Während die Familie eindeutig monophyletisch ist, ist das Gegenteil für die mit 84 Arten mit Abstand größte Gattung Peziza nachgewiesen. Die molekular phylogenetische Untersuchung der Pezizaceae identifizierte 14 Linien innerhalb der Familie, wobei Arten von Peziza in acht dieser Linien auftraten. Eine Aufteilung in mehrere Gattungen ist noch nicht abgeschlossen. Die frühere Familie Terfeziaceae mit den hypogäischen Gattungen Terfezia und Tirmania ist phylogenetisch eindeutig innerhalb der Pezizaceae und ist daher nur noch ein Synonym.

## Gattungen
- Amylascus
- Boudiera
- Cazia
- Eremiomyces
- Hapsidomyces
- Hydnobolites
- Hydnotryopsis
- Iodophanus
- Iodowynnea
- Kalaharituber
- Lepidotia
- Rundsporbecherlinge (Marcelleina)
- Mattiroliomyces
- Mycoclelandia
- Dickbecherlinge (Pachyella)
- Kratertrüffeln (Pachyphloeus)
- Echte Becherlinge (Peziza)
  - Übersehener Becherling (Peziza praetervisa)
  - Ausgebreiteter Becherling (Peziza repanda)
  - Blasiger Becherling (Peziza vesiculosa)
- Holzkohlenbecherlinge (Plicaria)
- Rhodopeziza
- Trüffelbecherlinge (Ruhlandiella)
- Kronenbecherlinge (Sarcosphaera)
- Scabropezia
- Faltenkugeln (Sphaerozone)
- Wüstentrüffeln (Terfezia)
- Amyloidtrüffeln (Tirmania)